# خط ۶ متروی پاریس

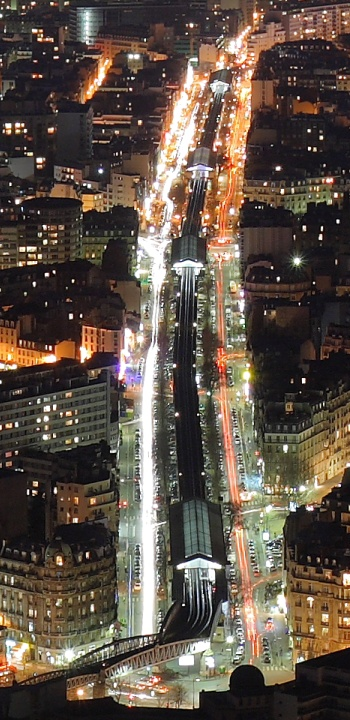

خط ۶ متروی پاریس یکی از ۱۶ خط مترو در پاریس است. این خط از ۱۹۰۰ تا ۱۹۰۶ بین اتوال ( به فرانسوی: Étoile) و پلس دیتلی( به فرانسوی:Place d'Italie) در جاده نیم دایره‌ای جنوب شهر، بالا بلوار بیرونی بین ناسیون در خاور و شارل دوگل اتوال در باختر باز شد. طول آن ۱۳٫۶ کیلومتر است و ۶٫۱ کیلومتر آن روی زمین قرار دارد. این خط به خاطر دید آن به مناظر اطراف یکی از بهترین خط‌ها مترو پاریس محسوب می‌شود.

## نگارخانه

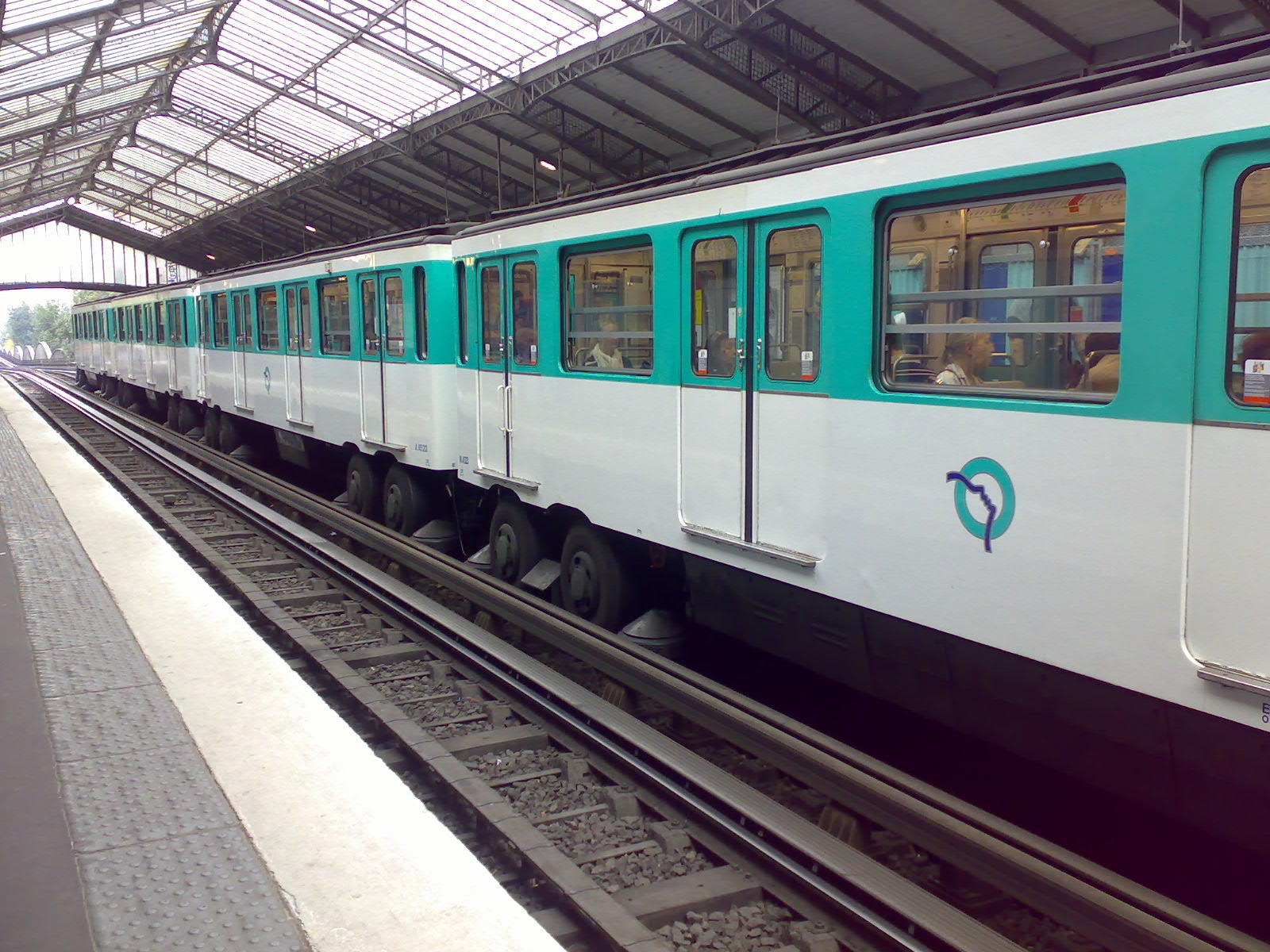
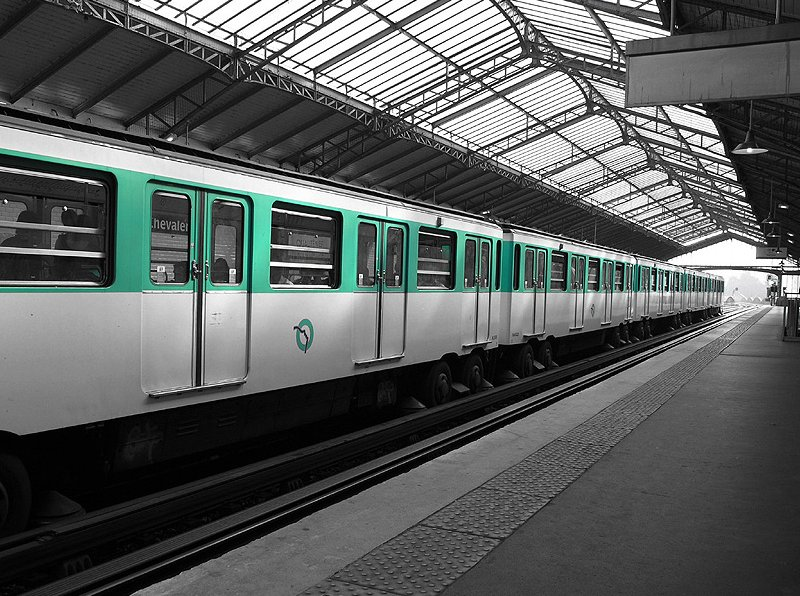
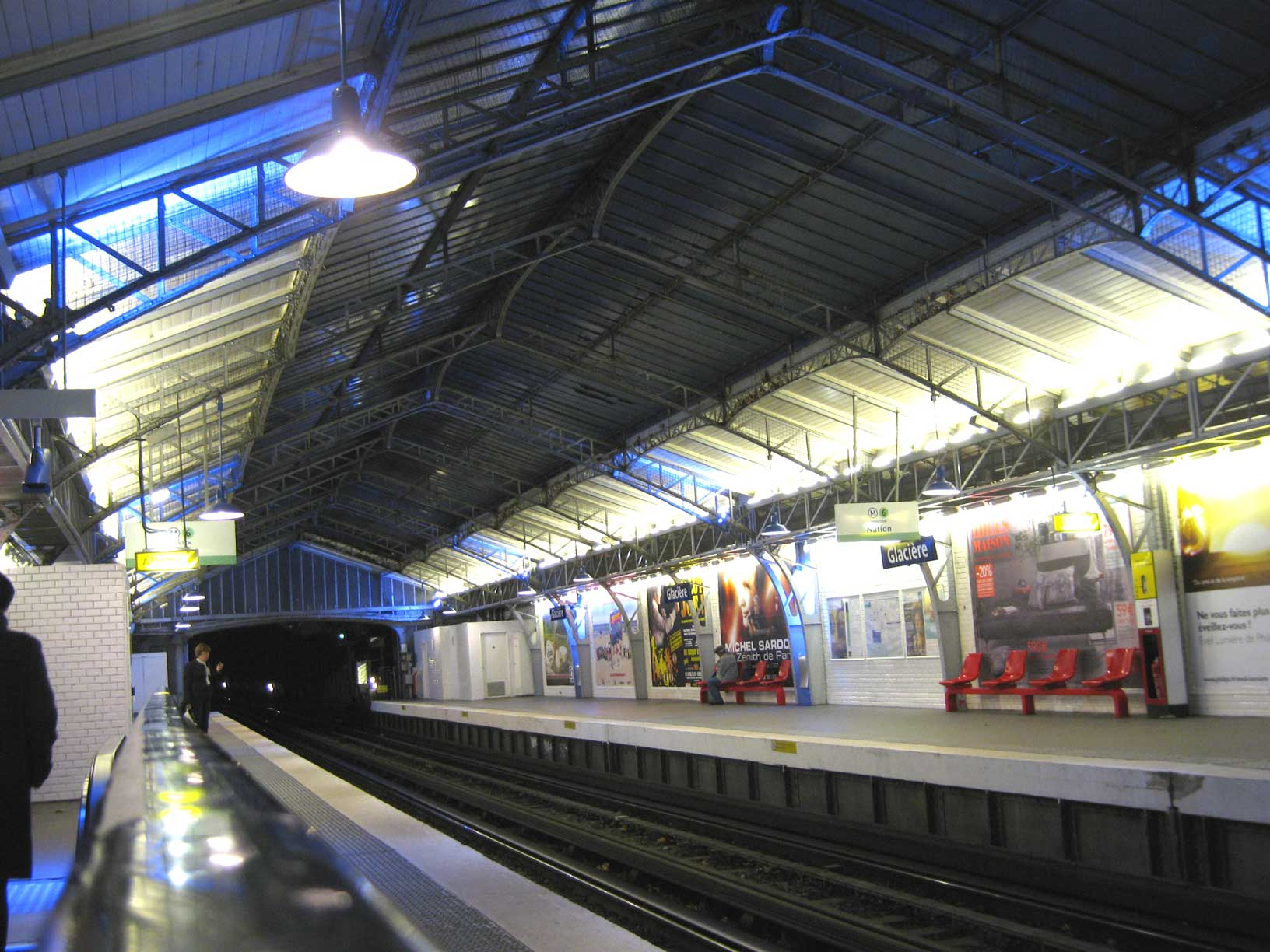
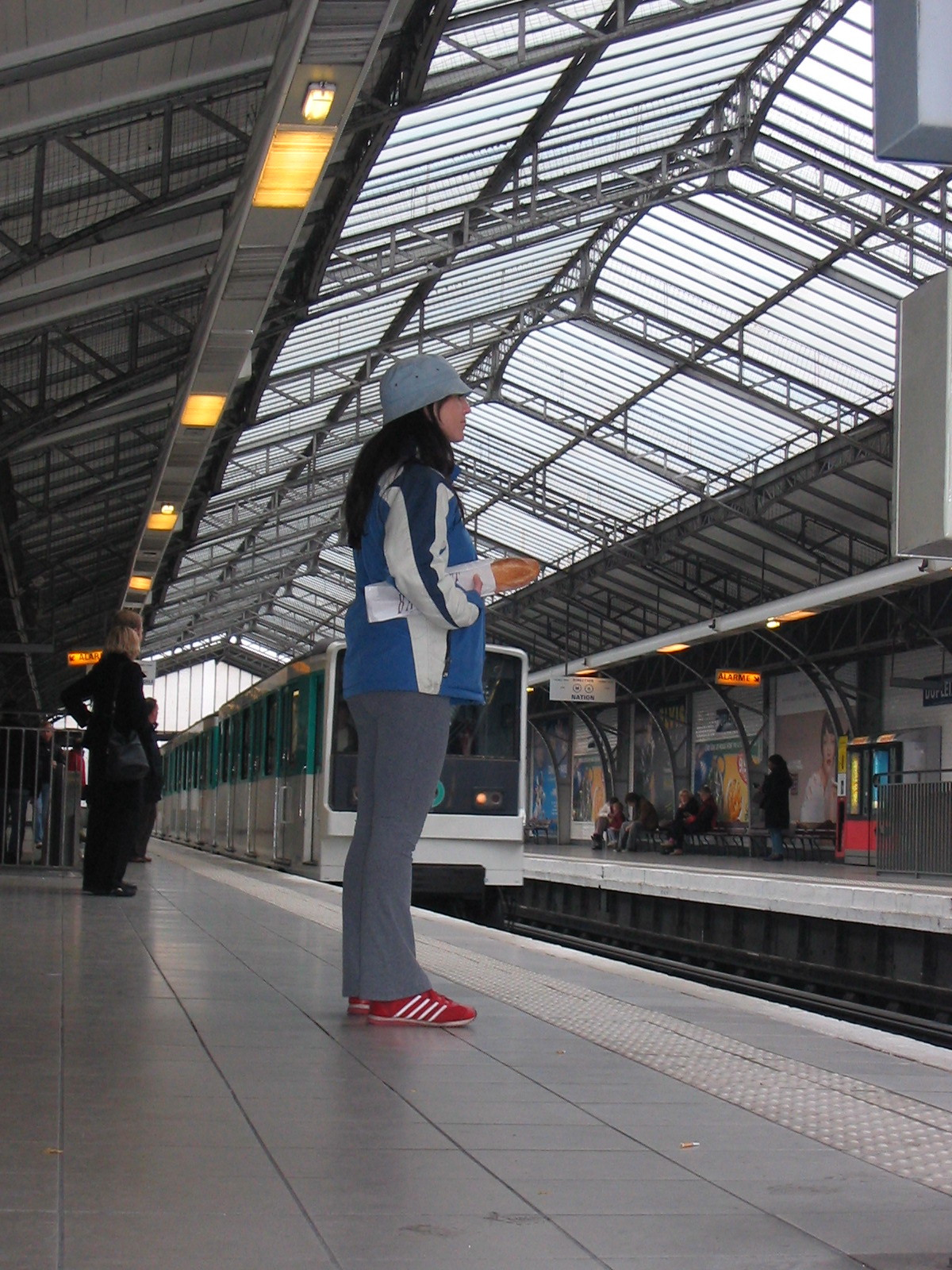
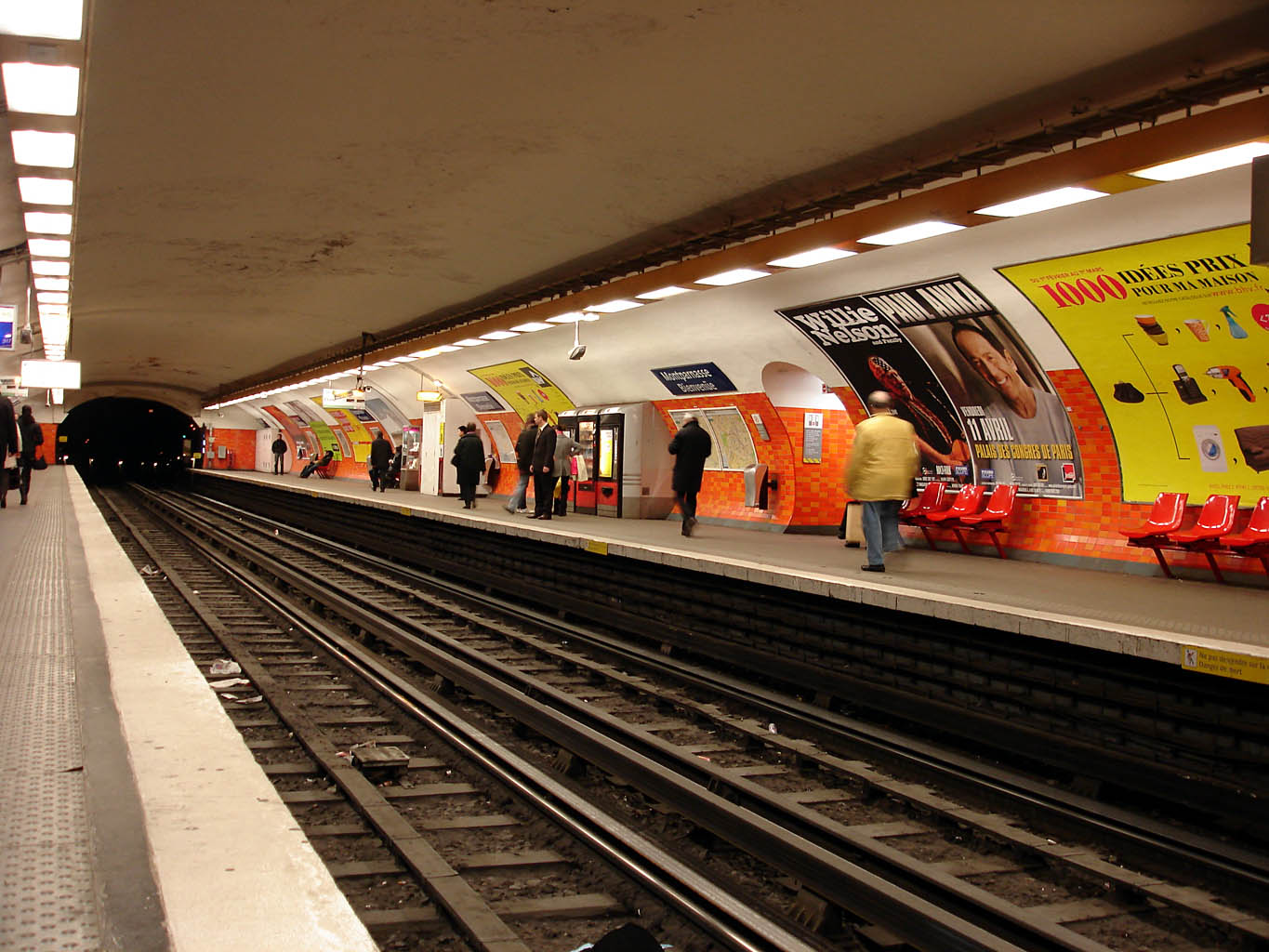
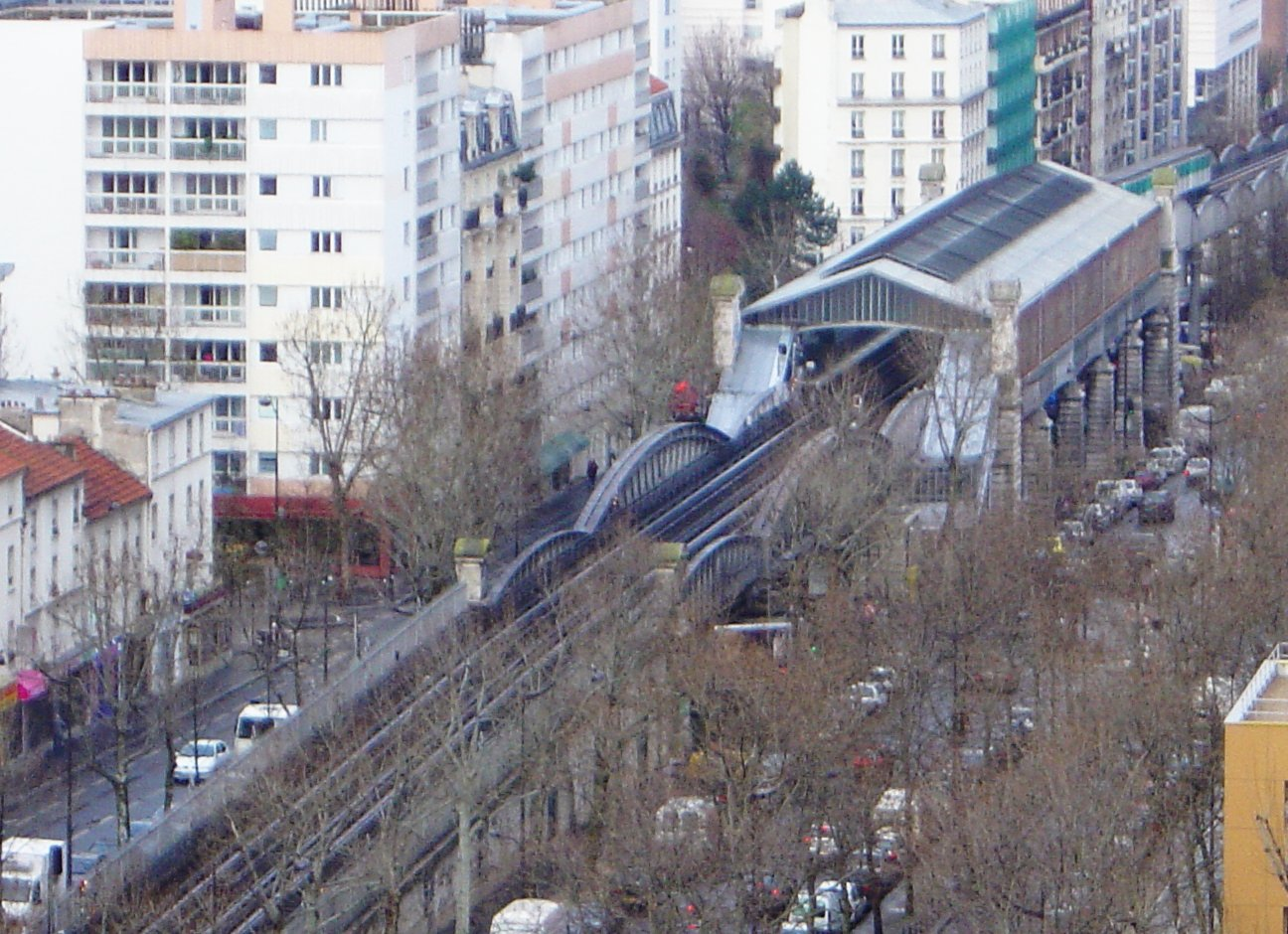
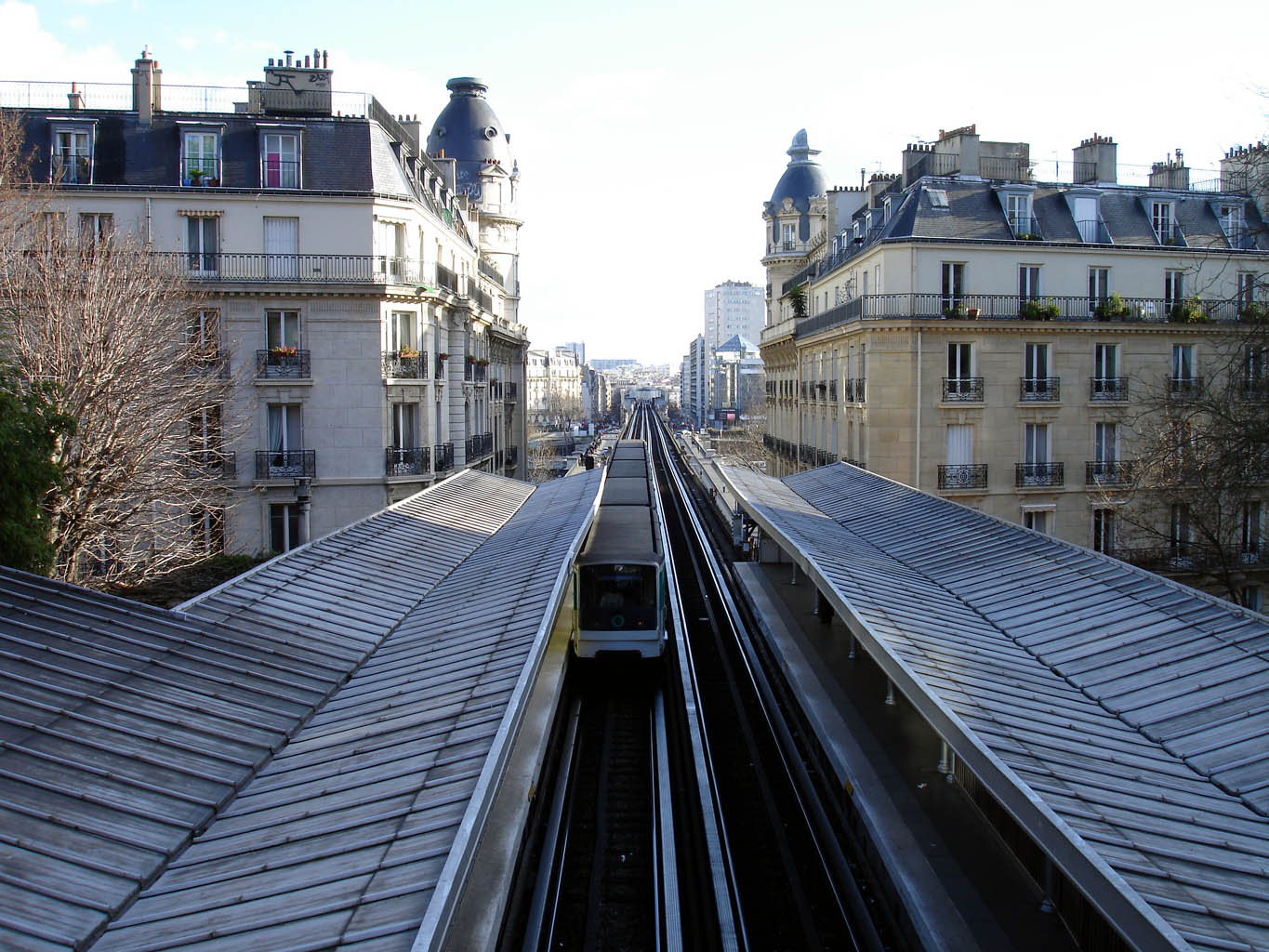
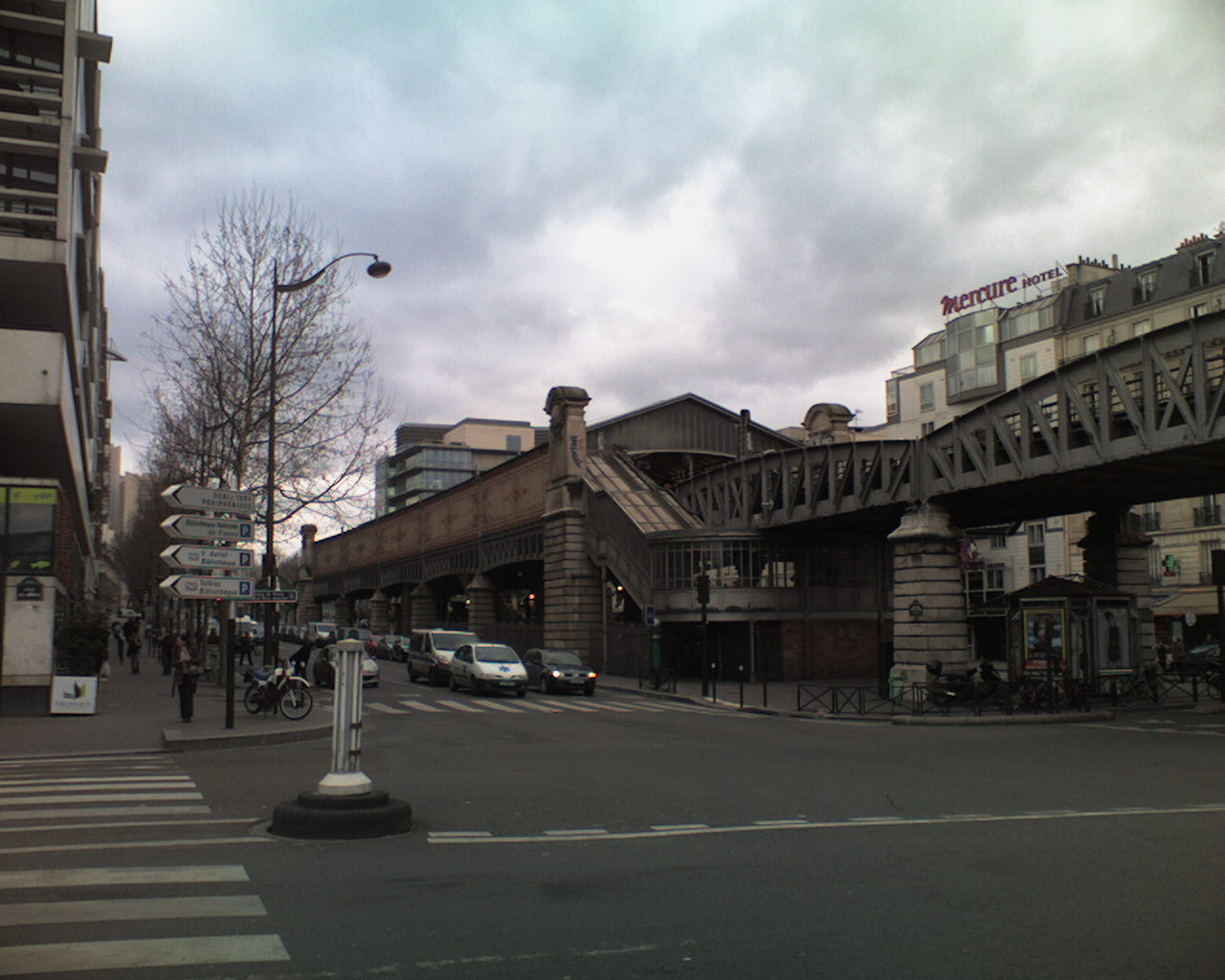
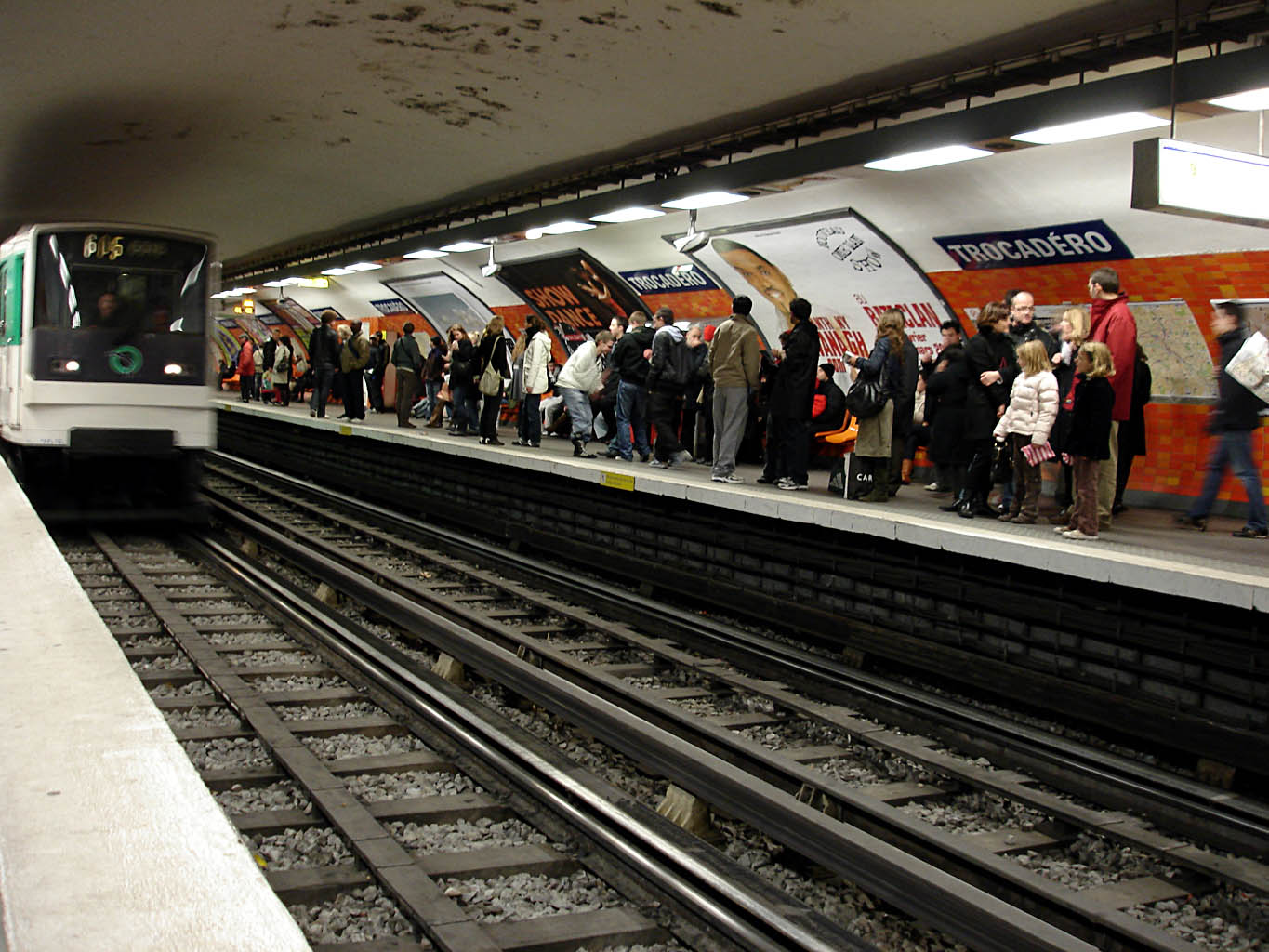